# Gobiopterus mindanensis
Gobiopterus mindanensis és una espècie de peix de la família dels gòbids i de l'ordre dels perciformes.

## Hàbitat
És un peix marí, de clima tropical i demersal.

## Distribució geogràfica
Es troba al Pacífic occidental: les Filipines i Austràlia Occidental.

## Observacions
És inofensiu per als humans.